# Schwalbach am Taunus
Schwalbach am Taunus je město v německé spolkové zemi Hesensko ve vládním obvodu Darmstadt v okrese Mohan-Taunus. Je položen přibližně 11 km západně od Frankfurtu nad Mohanem.

## Osobnosti města
- Alexej Butakov[zdroj?] (1816 - 1869), ruský kontradmirál, jeden z prvních průzkumníků Aralského jezera

## Partnerská města
- Avrillé, Francie, 1978
- Yarm, Anglie, Spojené království, 1995
- Olkusz, Polsko, 1997
- Schkopau, Sasko-Anhaltsko, Německo, 1993